# Jacques Mayol
Jacques Mayol, född 1 april 1927 i Shanghai, Kina, död 22 december 2001 på Elba, Italien, var en fransk fridykare, innehavare av många världsrekord inom fridykning.
Mayol var den första fridykaren som nådde ett djup på 100 m. Detta skedde den 23 november 1976. Mayols framgångar var frukten av en rigorös fysisk och psykisk träning. Vid 56 års ålder dök han till ett djup av 105 m. Den 22 december 2001 begick han självmord genom hängning.
Filmen Det stora blå från 1988 är inspirerad av Mayol och rivalen Enzo Maiorcas uppväxt och tävlande.